# Maria Popescu
Maria Popescu (Bucareste, 4 de setembro de 1919 em Bucareste — Valais, 3 de novembro de 2004) foi uma cidadã romena vítima de um erro judicial na Suíça.

## Vida antes da detenção
Casada com o filho de um antigo ministro da justiça romeno, uma figura controversa no seu país e dono do periódico "Universul", Maria Popescu e o marido fugiram para a Suíça, em 1942, para escapar dos conflitos da Segunda Guerra Mundial.

## Acusação e detenção
Em uma quarta-feira de 1945, Popescu foi detida em Genebra, acusada pela intoxicação de duas mulheres próximas a ela, sua madrasta e sua empregada doméstica, e por tentativa de assassinar seu padrasto. Condenada em 21 de dezembro de 1946, pela Corte Penal de Genebra, à prisão perpétua por envenenamento de sua madrasta Lelia Popescu (que morreu em 26 de junho de 1945), sua servente Lina Mory (que morreu em 25 de julho de 1945) e tentativa de envenenar seu padrasto Stelian Popescu (ex Ministro de Justiça, Carlos II da Roménia), Popescu mal foi liberada do cárcere de Rolle em 31 de janeiro 1957. Trata-se de um dos mais espetaculares casos de Genebra (juntamente com os casos de Sissi, Nicole Leon Georges Oltramare, Pierre Jaccoud e Kathy Bates).
A romena ainda não havia completado 26 anos, e protestou constantemente por causa de inocência. Em duas ocasiões pediu revisão do seu caso. As provas apresentadas na segunda revisão, defendidas pelo advogado Georges Brunschvig, destruíram um número de certezas da culpabilidade que na época/anteriormente (em 1945) foram decididas tão rapidamente durante o julgamento questionável em 1945. No entanto, a revisão foi rejeitada duas vezes, abalou grande parte da opinião pública na Suíça, no momento. Em 1957, após onze anos de cativeiro, o seu pedido de liberação foi aceito pelo Parlamento de Genebra. 

## Vida após a detenção
Popescu foi libertada da prisão. Ela nunca tinha se desviado da sua posição e continuou a proclamar sua inocência. Em 1961, ela publicou um livro com o título "Entre duas quartas-feiras" ("Entre deux mercredis"), no qual aborda, em grande parte, o seu "caso"; trata-se também de um testemunho único sobre a estrutura das prisões na Suíça daquela época. O livro lança uma luz na escuridão sobre as duras condições de vida prisional na Suíça, constituindo também uma contribuição para uma reforma prisional, na Suíça, que teve lugar depois; e talvez tenha tido influências sobre alterações dos métodos judiciais.
Maria Popescu aposentou-se e adotou um filho na Suíça. Ela voltou com sucesso à vida social e viveu as alegrias de uma mãe e avó. Morreu em 2004, em toda discrição.